# Dário Essugo
Dário Cassia Luís Essugo (* 14. März 2005 in Odivelas) ist ein portugiesischer Fußballspieler angolanischer Abstammung. Der defensive Mittelfeldspieler erhielt im Sommer 2025 einen Achtjahresvertrag beim FC Chelsea und steht seitdem bei diesem unter Vertrag.

## Vereinskarriere

### Karrierebeginn bei Sporting Lissabon
Dário Cassia Luís Essugo wurde als Sohn angolanischer Eltern in der Stadt Odivelas geboren und spielte dort zunächst im Nachwuchs des Lokalklubs UDR Santa Maria, ehe er 2014 gemeinsam mit seinem älteren Bruder Danilo Luis (* 2002) den Sprung in die Nachwuchsabteilung des Hauptstadtklubs Sporting Lissabon schaffte. Nachdem er in der Spielzeit 2019/20 noch ausschließlich in der vereinseigenen Jugend aktiv gewesen war, schaffte er in der Saison 2020/21 den Sprung in den Profikader. Dabei unterschrieb er am 16. März 2021, zwei Tage nach seinem 16. Geburtstag, seinen ersten Profivertrag; dieser hat eine Laufzeit bis Sommer 2025. Vier Tage nach seinem Geburtstag gab er am 20. März 2021 beim 1:0-Heimsieg über Vitória Guimarães sein Pflichtspieldebüt, als er von seinem Trainer, dem einstigen portugiesischen Nationalspieler Rúben Amorim, in der 84. Spielminute für João Mário eingewechselt wurde. Mit 16 Jahren und vier Tagen war er damit der jüngste jemals von Sporting Lissabon im Profifußball eingesetzte Spieler. Er übertraf damit den seit 1999 bestehenden Rekord von Santamaria, der bei seinem Debüt mit 16 Jahren, elf Monaten und zwölf Tagen fast ein Jahr älter als Essugo war. Die Bilder des nach dem Spiel in Freudentränen ausgebrochenen 16-Jährigen gingen in den nächsten Tagen um die Welt. Danach saß er bis zum Saisonende nur noch in zwei Ligapartien uneingesetzt auf der Ersatzbank der Profis und gewann am Ende mit der Mannschaft die portugiesische Meisterschaft.
In der nachfolgenden Spielzeit kam Essugo abwechselnd für die Profimannschaft, die B-Mannschaft und im vereinseigenen Nachwuchs zum Einsatz. Nachdem er davor teilweise als Stammkraft in der B-Mannschaft mit Spielbetrieb in der dritthöchsten portugiesischen Fußballliga zum Einsatz gekommen war und dort überzeugen konnte, saß Essugo ab Dezember 2021 wieder vermehrt auf der Ersatzbank des Profiteams. Am 7. Dezember 2021 debütierte er im letzten Gruppenspiel seiner Mannschaft in der Champions League, als er bei der 2:4-Niederlage gegen Ajax Amsterdam in Minute 81 für Daniel Bragança ins Spiel kam. Danach wieder nicht für die Profis berücksichtigt, fand er Ende Februar wieder zurück auf die Ersatzbank der Profis und kam am 5. März 2022 bei einem 2:0-Heimsieg über den FC Arouca von Beginn an zum Einsatz und wurde zur Halbzeit durch Paulinho ersetzt. Im Alter von 16 Jahren, 11 Monaten und 17 Tagen löste er Luís Figo als jüngsten Startelfspieler in der Vereinsgeschichte ab und stellte damit einen über 30 Jahre alten Rekord ein. Wenige Tage später saß er beim Ausscheiden seines Klubs im Champions-League-Achtelfinale gegen Manchester City abermals auf der Bank. Mit der U-19-Mannschaft nahm er an der UEFA Youth League 2021/22 teil und schied in dieser im Viertelfinale ausgerechnet gegen den Stadtrivalen Benfica Lissabon aus. Während er mit den Profis in dieser Saison hinter dem FC Porto Vizemeister wurde, belegte er mit der B-Mannschaft den achten Platz in der Série B der Liga 3 und musste mit der Mannschaft in die Relegationsphase, in der knapp der Klassenerhalt gesichert wurde. Außerdem gewann er mit den Profis in diesem Jahr die Taça da Liga und im Anschluss den portugiesischen Supercup.
In der B-Mannschaft von Sporting Lissabon stieg der defensive Mittelfeldspieler in der Spielzeit 2022/23 zum Mannschaftskapitän auf und war fortan zumeist als Stammspieler im Einsatz. Von Rúben Amorim wurde er im Laufe der Primeira Liga 2022/23 viermal in der Liga eingesetzt, brachte es jedoch auch zu erneuten Champions-League-Einsätzen und nach dem frühzeitigen Ausscheiden seiner Mannschaft in der Gruppenphase zu weiteren Einsätzen in der UEFA Europa League 2022/23, in der im Viertelfinale gegen Juventus Turin Schluss war. Des Weiteren zog er mit Sporting erneut ins Finale der Taça da Liga ein, verlor das Endspiel jedoch mit 0:2 gegen den FC Porto. Zwischen Februar und März 2023 fiel Essugo für einige Wochen aufgrund einer Muskelverletzung aus. Nur knapp schaffte er es mit der B-Mannschaft in dieser Saison nicht ins Aufstiegs-Play-off, sondern musste abermals die Relegationsphase bestreiten, in der der Klassenerhalt gesichert wurde. Mit den Profis beendete er die Saison 2022/23 auf dem vierten Tabellenplatz. Das U-19-Team, für das er in der Gruppenphase noch zum Einsatz gekommen war, zog in der UEFA Youth League 2022/23 bis ins Halbfinale ein und verlor dieses erst im Elfmeterschießen gegen den Nachwuchs des AZ Alkmaar.

### Als Leihspieler in Portugal und Spanien
Nachdem er zu Beginn der Primeira Liga 2023/24 noch keine Berücksichtigung gefunden hatte, gehörte er ab September 2023 regelmäßig zum Kader von Sporting, saß jedoch überwiegend auf der Ersatzbank. Anfangs musste er sich noch mit Einsätzen in der Taça da Liga sowie der Taça de Portugal 2023/24 begnügen, kam jedoch um den Jahreswechsel 2023/24 auch zu ersten Einsätzen in der Liga sowie der UEFA Europa League 2024/25, in der er beim 3:0-Heimsieg über den SK Sturm Graz zu Einsatzminuten kam. Am 31. Januar 2024 wurde er bis zum Saisonende an den abstiegsgefährdeten Ligakonkurrenten GD Chaves verliehen. Unter Moreno avancierte er rasch zum Stammspieler der GD Chaves, konnte sich mit der Mannschaft bis zum Saisonende jedoch nicht von den hinteren Tabellenrängen lösen. Als 18. und damit Letzter der Liga stieg der Klub aus Chaves in die Liga Portugal 2 ab, während Essugo mit seinem Stammklub den Meistertitel feiern konnte. Außerdem schaffte es Sporting bis ins Finale der Taça de Portugal und unterlag dem FC Porto in der Verlängerung.
Im Sommer 2024 kehrte er kurzzeitig nach Lissabon zurück und absolvierte zu Beginn der Primeira Liga 2024/25 noch zwei Kurzeinsätze, bevor er Ende August 2024 auf Leihbasis zum spanischen Erstligisten UD Las Palmas wechselte. Dort wurde er zwar für die Reservemannschaft registriert, brachte es jedoch rasch zu Einsätzen für das Profiteam in der Primera División. Sein Debüt für UD Las Palmas gab Essugo am 21. September 2024 bei einer 1:2-Niederlage gegen den CA Osasuna, als er in der sechsten Runde der Primera División 2024/25 unter Trainer Luis Carrión in der Startelf stand und in der 74. Minute durch Routinier Jaime Mata ersetzt wurde. Schnell hatte sich der vorwiegend im defensiven, teilweise auch im zentralen Mittelfeld eingesetzte Mittelfeldakteur als Stammspieler in der Mannschaft etabliert und blieb dies auch, nachdem Carrión nach sechs sieglosen Spielen in Folge im Oktober 2024 durch Diego Martínez Penas als Trainer ersetzt wurde. Am 23. November 2024 erzielte er Essugo bei einer 2:3-Heimniederlage gegen Mallorca seinen ersten Pflichtspieltreffer im Herrenfußball. Bis zur Saisonhälfte hatte sich UD Las Palmas von den hinteren Tabellenrängen ins Tabellenmittelfeld vorgearbeitet.
Essugo fiel in dieser Zeit auch disziplinarisch auf, als er binnen eines Monats vier gelbe Karten kassierte, sich anschließend zwar etwas zurückhielt, im Januar 2025 jedoch dennoch seine erste Gelbsperre absitzen musste. Gleich im ersten Spiel nach seiner Gelbsperre erhielt er beim Heimspiel gegen Osasuna von Schiedsrichter Jesús Gil Manzano in der 30. Minute eine Gelbe Karte und wurde in Minute 72 mit Gelb-Rot vom Platz gestellt. Aufgrund grober Unsportlichkeit – beim Verlassen des Spielfelds applaudierte er dem Schiedsrichter provokativ zu – erhielt er wenige Tage später eine Sperre von drei Spielen. Nach Ablauf der Sperre setzte Martínez ihn bald wieder als Stammkraft im Mittelfeld ein, doch nach nur drei Ligaspielen fiel er erneut kurzzeitig aus, nachdem er im selben Spiel innerhalb weniger Minuten Gelb und Gelb-Rot kassierte, was eine weitere Sperre nach sich zog. Bis zum Saisonende rutschte Las Palmas in der Tabelle immer weiter ab und belegte im Endklassement den 19. Platz, was bereits einige Runden vor Schluss den Abstieg in die Segunda División bedeutete. In der zweiten Saisonhälfte hatte die Mannschaft lediglich zwei ihrer 19 Meisterschaftsspiele gewonnen und war auch in der Copa del Rey 2024/25 frühzeitig in der dritten Runde gegen den FC Elche ausgeschieden. Der Portugiese hatte es auf 27 Einsätze und ein Tor in der höchsten spanischen Spielklasse gebracht.

### Wechsel zu Chelsea
Wenige Tage nach seinem 20. Geburtstag unterzeichnete Essugo im März 2025 einen langfristigen Achtjahresvertrag beim Premier-League-Klub FC Chelsea, der ab Sommer 2025 in Kraft trat. Die Ablösesumme des Portugiesen, der als Backup für Moisés Caicedo fungieren soll, wurde mit etwa 18,5 Millionen Pfund beziffert. Dabei handelte es sich um einen Doppeltransfer, bei dem auch sein Sporting-Teamkollege Geovany Quenda für 44 Millionen Pfund verpflichtet wurde. Der Transfer wurde am 2. Juni – also noch vor Öffnung des offiziellen Transferfensters – wirksam, nachdem die FIFA ein gesondertes zehn Tage langes Transferfenster geschaffen hatte, um den 32 Teams der Klub-WM die Möglichkeit zu bieten, ihre Neuverpflichtungen bei ebendieser Weltmeisterschaft einzusetzen. Während Essugo gleich nach England wechselte, blieb Quenda noch eine weitere Saison bei Sporting und soll erst im Sommer 2026 seinen Wechsel auf die Insel an treten. Bereits im Eröffnungsspiel gegen den Los Angeles FC gab Essugo unter Trainer Enzo Maresca sein Pflichtspieldebüt, als er beim 2:0-Sieg seiner Mannschaft in der 84. Spielminute für Moisés Caicedo auf den Rasen kam.

## Nationalmannschaftskarriere
Im April und Mai 2019 nahm Essugo mit der portugiesischen U-15-Nationalmannschaft am prestigeträchtigen Torneo delle Nazioni in Österreich, Italien und Slowenien teil und wurde dabei in allen fünf Spielen Portugals eingesetzt. Nur drei Monate später war Essugo mit der U-16-Auswahl Portugals bei der CONCACAF U-15-Meisterschaft 2019 auf den Plätzen der IMG Academy in Bradenton im US-Bundesstaat Florida im Einsatz. An dem eigentlich für nord- und mittelamerikanische U-15-Mannschaften gedachten Turnier nahmen in diesem Jahr mit Israel, Slowenien und Portugal gleich drei eingeladene UEFA-Nationen mit ihren U-16-Mannschaften teil. Im Turnierverlauf absolvierte Essugo jedes der neun Länderspiele seines Heimatlandes. Als einer der Gruppensieger schaffte es Portugal in die K.o.-Runde und bezwang in dieser Haiti im Viertelfinale (7:0), die USA im Halbfinale (3:0) und Slowenien im Finale (2:0) der Division 1, einer der drei Divisionen des Turniers.
Nachdem er im Lauf des Jahres bereits in der U-18- und in der U-19-Auswahl zum Einsatz gekommen war, nahm Essugo 2022 mit der U-17-Nationalmannschaft an der U-17-Europameisterschaft teil und bestritt dort alle fünf Turnierspiele über die volle Länge, ehe die Mannschaft im Halbfinale im Elfmeterschießen gegen Frankreich ausschied. Nach zwei Einsätzen mit der U-20-Auswahl im Herbst 2022 wurde er anschließend wieder hauptsächlich in die U-19-Mannschaft berufen. Seit September 2023 gehört Essugo dem Kader der portugiesischen U-21-Nationalmannschaft an.

## Erfolge
mit Sporting Lissabon
- Portugiesischer Meister: 2020/21 und 2023/24
- Portugiesischer Vizemeister: 2021/22
- Sieger der Taça da Liga: 2021/22
- Finalist der Taça da Liga: 2022/23
- Portugiesischen Supercupsieger: 2022
- Portugiesischen Supercupfinalist: 2024
- Portugiesischer Pokalfinalist: 2023/24

mit der portugiesischen U-15-Nationalmannschaft
- Sieger der CONCACAF U-15-Meisterschaft: 2019